# Chama dunkeri
Chama dunkeri is een tweekleppigensoort uit de familie van de Chamidae. De wetenschappelijke naam van de soort is voor het eerst geldig gepubliceerd in 1870 door Lischke.